# 135 a.C.

## Eventos
- Quinto Calpúrnio Pisão e Sérvio Fúlvio Flaco, cônsules romanos.
- Nono ano da Terceira Guerra Ibérica, com os romanos sob o comando de Calpúrnio Pisão.
- Irrompe a Primeira Guerra Servil na Sicília, liderada Euno, um escravo.
- O reino de Minyue anexado pela China dos Han

## Nascimentos
- Quinto Cecílio Metelo Crético — político e membro da aristocracia romana, conquistador de Creta  (m. c. 55 a.C.)